# أمامة المزيرية
امامة المزيرية، وقيل الربذية، شاعرة من شعراء العرب أدركت الرسول ﷺ وأسلمت.
ذكر لها ابن هشام في زيادات السيرة النبوية شعراً في قصة قتل أبي عفك المنافق، وكان قد أظهر نفاقه، فقال الرسولﷺ: «من لي بهذا الخبيث»؟ فخرج سالم ابن عمير أحد بني عمرو بن عوف فقتله، فقالت أمامة في ذلك شعرا:
تكــذب ديــن الله والمـــرء أحــمدا
لعمر الذي أمناك أن بئس ما يمني
حباك حـــنيف آخــر الليل طـــعنة
أبا عفـك خـــذهـا على كبـــر السن